# بارهافن وارد
بارهافن وارد (انگلیسی: Barrhaven Ward) یا بخش سه یک بخش شهرداری در اتاوا، انتاریو، کانادا است.